# Rancho Seco de Guantes
Rancho Seco de Guantes är en ort i Mexiko.   Den ligger i kommunen Valle de Santiago och delstaten Guanajuato, i den centrala delen av landet, 240 km nordväst om huvudstaden Mexico City. Rancho Seco de Guantes ligger 1 728 meter över havet och antalet invånare är 902.
Terrängen runt Rancho Seco de Guantes är huvudsakligen platt, men västerut är den kuperad. Runt Rancho Seco de Guantes är det ganska tätbefolkat, med 185 invånare per kvadratkilometer. Närmaste större samhälle är Valle de Santiago, 6,9 km söder om Rancho Seco de Guantes. Trakten runt Rancho Seco de Guantes består till största delen av jordbruksmark.